# Diocesi di Capodistria

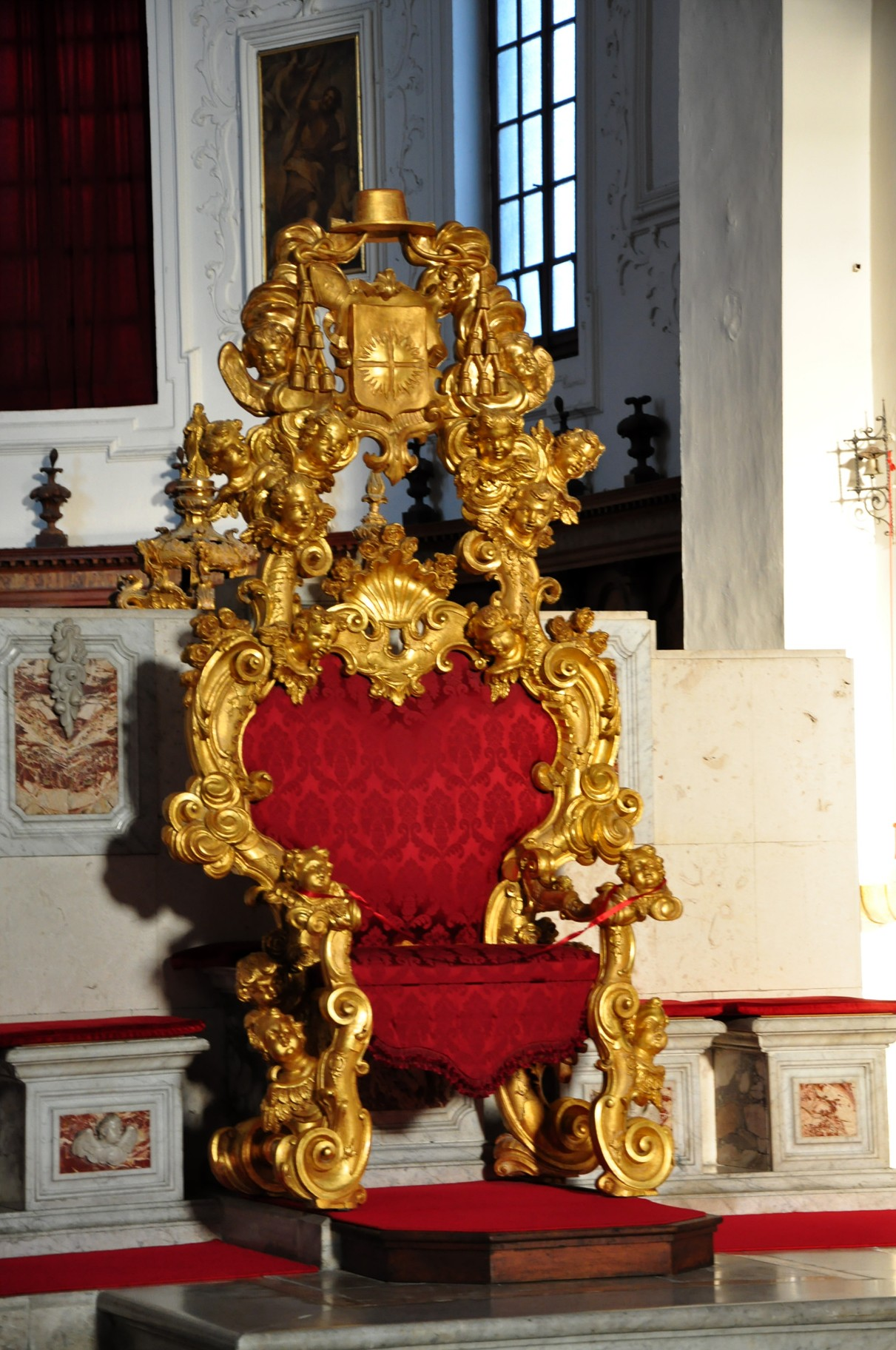
La cattedra episcopale nella cattedrale dell'Assunta e di San Nazario a Capodistria.

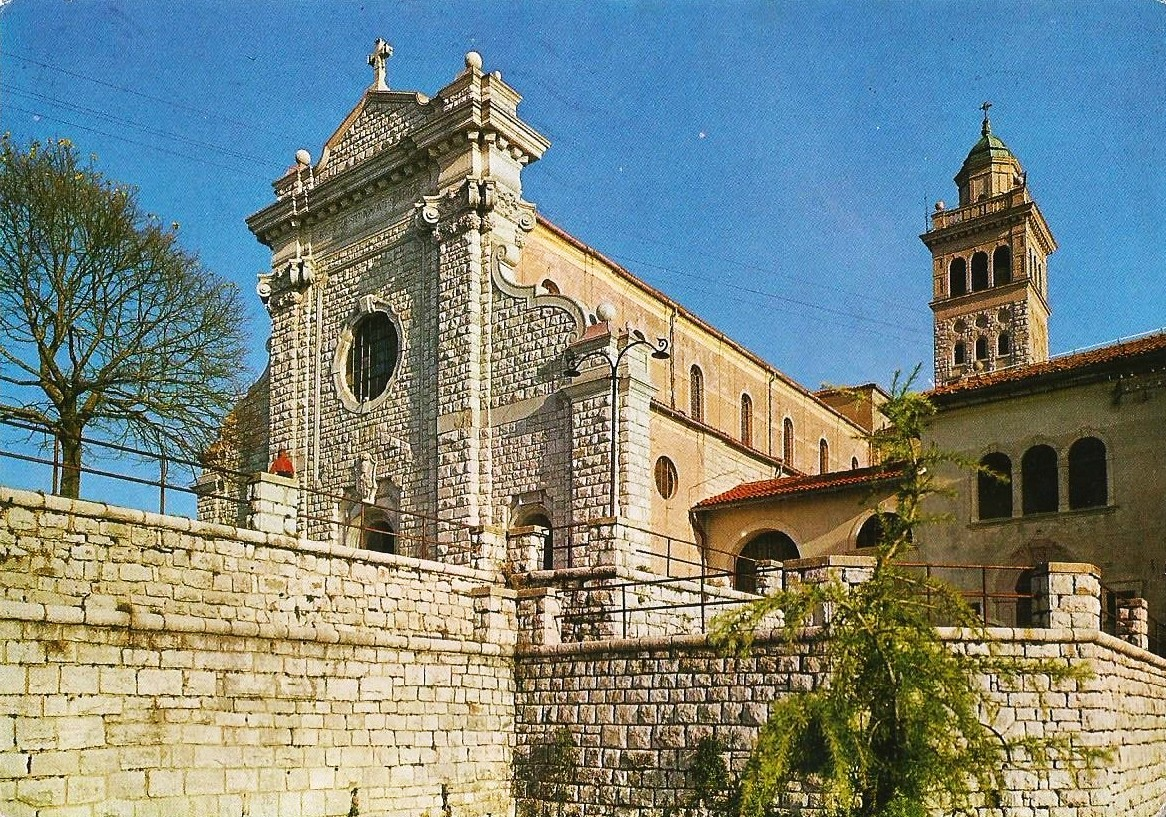
La basilica minore dell'Assunzione di Maria sul Monte Santo di Gorizia.

La diocesi di Capodistria (in latino Dioecesis Iustinopolitana) è una sede della Chiesa cattolica in Slovenia suffraganea dell'arcidiocesi di Lubiana. Nel 2023 contava 172.200 battezzati su 273.335 abitanti. È retta dal vescovo Peter Štumpf, S.D.B.

## Territorio
La diocesi comprende la parte occidentale della Slovenia.
Sede vescovile è la città di Capodistria, dove si trova la cattedrale dell'Assunta e di San Nazario. A Nova Gorica sorge la concattedrale del Divino Salvatore. Sul Monte Santo di Gorizia si trova la basilica minore dell'Assunzione di Maria.
Il territorio si estende su 4.386 km² ed è suddiviso in 100 parrocchie.

## Storia
Incerte e avvolte nell'oscurità sono le origini della diocesi di Capodistria, suffraganea del patriarcato di Aquileia. Storici locali, tra cui Francesco Babudri e Pietro Kandler, pongono l'origine della diocesi nella prima metà del VI secolo con il vescovo san Nazario, cui sarebbero succeduti Massimiliano e Agatone. Altri autori fanno risalire l'origine della diocesi a Gregorio Magno, che in alcune lettere del 599 parla di una diocesi nell'insula Capritana, identificata con Capodistria, e di un anonimo vescovo. Infine secondo altri autori, tra cui Pio Paschini, la diocesi risalirebbe solo all'VIII secolo, eretta o ristabilita da papa Stefano II nel 756: a quest'epoca sono ascrivibili i vescovi Giovanni e Senatore. In seguito non si hanno più notizie di una sede episcopale a Capodistria, fino alla seconda metà del XII secolo.
La diocesi fu ristabilita, su richiesta del doge veneziano Vitale II Michiel, da papa Alessandro III nel 1166, ma a questa decisione si opposero il patriarca di Aquileia Ulrico di Treven e il vescovo di Trieste Bernardo, da cui territorio la nuova diocesi doveva essere smembrata. Nel 1177 il papa confermò l'erezione della diocesi, ma solo dopo la morte di Bernardo, avvenuta nel 1186. In quest'anno papa Urbano III eresse a cattedrale la collegiata di Santa Maria; il primo vescovo della restaurata sede, suffraganea del patriarcato aquileiese, fu Adalgero, già eletto nel 1184, deceduto nel 1216.
L'11 gennaio 1206 papa Innocenzo III concesse al patriarca di Aquileia la facoltà di unire la diocesi di Capodistria con la diocesi di Cittanova, ma l'unione non fu realizzata.
Il capitolo della cattedrale ebbe il privilegio di eleggere i propri vescovi fino al 1301, quando, dopo la conquista veneziana, il diritto di presentare i vescovi di Capodistria divenne prerogativa dei dogi veneziani.
Tra i vescovi di Capodistria, nel XV secolo si distinse in particolare Simone Vosich, promosso arcivescovo di Antivari nel 1461, legato pontificio in Ungheria nel 1463, amministratore di Suacia, infine arcivescovo di Patrasso e vescovo di Capodistria dal 26 novembre 1473. Vice-cancelliere a Roma, dove morì nell'agosto del 1482. Il successore, Giacomo Valaresso, fece ricostruire il palazzo vescovile; fu amministratore del patriarcato di Aquileia e della diocesi di Pola.
Diversi vescovi di Capodistria, tra XV e XVII secolo, risedettero per la maggior del loro episcopato lontani da Capodistria, a Venezia o a Roma; alcuni, data la povertà della mensa episcopale, furono nominati ausiliari di Bergamo, Girolamo Rusca fu per un certo periodo vicario generale della diocesi di Padova.
A Paolo Naldini si deve l'istituzione del seminario diocesano e la convocazione di un sinodo nel 1690.
Il 19 gennaio 1753, soppresso il patriarcato di Aquileia, la diocesi entrò a far parte della provincia ecclesiastica di Udine fino al 1º maggio 1818, quando divenne suffraganea del patriarcato di Venezia.
Dal 1810 al 1828 rimase vacante. Il 30 giugno 1828 fu unita alla diocesi di Trieste con la bolla Locum beati Petri di papa Leone XII e resa immediatamente soggetta alla Santa Sede. Il 27 agosto 1830 papa Pio VIII con la bolla In supereminenti confermò l'unione aeque principaliter e contestualmente divenne suffraganea dell'arcidiocesi di Gorizia e Gradisca.
Da questo momento la diocesi seguì le sorti della diocesi triestina; la cattedrale divenne una semplice parrocchia, con un prevosto, un decano e tre canonici residenti; il territorio fu diviso in 4 decanati per un totale di 12 parrocchie.
Il 17 ottobre 1977 con la bolla Prioribus saeculi di papa Paolo VI la diocesi di Capodistria è stata separata dalla diocesi di Trieste diventando suffraganea dell'arcidiocesi di Lubiana. Inoltre, con la medesima bolla, sono state introdotte delle modifiche territoriali per far coincidere i confini delle diocesi con quelli degli Stati. Così la diocesi di Capodistria ha ceduto alla diocesi di Trieste quelle parrocchie che si trovavano in Italia in seguito al trattato di pace del 1947 e alla diocesi di Parenzo e Pola quelle nel territorio della Repubblica Socialista di Croazia. Contestualmente si ampliò notevolmente con l'acquisizione delle parrocchie delle diocesi di Trieste, di Parenzo e Pola, di Fiume e di Gorizia e Gradisca che si trovavano nella Repubblica Socialista di Slovenia.
Il 15 marzo 2004 la chiesa del Divino Salvatore di Nova Gorica è stata eretta a concattedrale della diocesi con il decreto Ut spirituali della Congregazione per i vescovi.

## Cronotassi dei vescovi
Si omettono i periodi di sede vacante non superiori ai 2 anni o non storicamente accertati.
- San Nazario ? † (524 - 19 giugno ? deceduto)[15]
- Massimiliano ? † (menzionato nel 557)
- Agatone ? † (menzionato nel 567)
- Anonimo ? † (menzionato nel 599)
- Giovanni † (menzionato nel 757)
- Senatore † (menzionato nel 767 circa)
  - Sede soppressa e unita a Trieste
- Adalgero † (1184 - 1216 deceduto)
- Uretmaro † (settembre 1216 - ?)
- Assalonne † (prima del 1220 - dopo il 1231)
- Corrado † (prima del 1245 - dopo agosto 1270)
- Azzo † (prima del 18 gennaio 1271 - ?)
- Papo † (menzionato nel 1275)
- Buono † (prima del 1279 - 1283 deceduto)
- Vitale † (28 ottobre 1283 - circa 1300 deceduto)
- Pietro Manolesso, O.F.M. † (prima di aprile 1301 - dopo il 1309)
- Tommaso Contarini † (prima di aprile 1317 - dopo aprile 1327 deceduto)
- Ugo da Vicenza, O.P. † (20 giugno 1328 - 14 giugno 1335 nominato vescovo di Mazara del Vallo)
- Marco Semitecolo † (26 novembre 1336 - dopo il 1342 deceduto)
- Orso Dolfin † (5 novembre 1347 - 30 marzo 1349 nominato arcivescovo di Creta)
- Francesco Querini † (30 marzo 1349 - 5 luglio 1364 nominato arcivescovo di Creta)
- Lodovico Morosini † (16 ottobre 1364 - 21 novembre 1390 nominato vescovo di Modone)
- Giovanni Loredan † (21 novembre 1390 - 22 aprile 1411 deceduto)
- Cristoforo Zeno † (30 maggio 1411 - 1420 deceduto)
- Geremia Pola † (2 dicembre 1420 - 1424 deceduto)
- Martino de' Bernardini, C.R.S.A. † (14 luglio 1424 - 23 febbraio 1428 nominato vescovo di Modone)
- Francesco di Biondo, O.P. † (23 febbraio 1428 - 29 marzo 1448 deceduto)
- Gabriele Gabrieli † (20 maggio 1448 - dopo il 1º maggio 1471 deceduto)
- Pietro Bagnacavallo † (16 settembre 1472 - 1473 deceduto)
- Simone Vosich † (26 novembre 1473 - agosto 1482 deceduto)
- Giacomo Valaresso † (30 agosto 1482 - 9 marzo 1503 deceduto)
- Bartolomeo Assonica (o da Sonica), O.P. † (5 aprile 1503 - 13 aprile 1529 deceduto)
- Defendente Valvassori † (18 aprile 1529 - 1536 deceduto)
- Pietro Paolo Vergerio † (6 settembre 1536 - 5 luglio 1549 deposto)
- Tommaso Stella, O.P. † (21 agosto 1549 - 6 gennaio 1566 deceduto)
- Adriano Bereti, O.P. † (6 marzo 1566 - 7 marzo 1572 deceduto)
- Antonio Elio † (30 luglio 1572 - 1576 deceduto)
- Giovanni Ingenerio † (3 dicembre 1576 - 1600 deceduto)
- Girolamo Contarini † (15 maggio 1600 - 9 ottobre 1619 deceduto)
- Girolamo Rusca, O.P. † (29 aprile 1620 - 15 febbraio 1630 deceduto)
- Pietro Morari † (20 settembre 1632 - 1653 deceduto)
- Baldassarre Bonifacio † (23 o 24 novembre 1653 - 17 novembre 1659 deceduto)
- Francesco Zeno † (16 febbraio 1660 - 14 agosto 1680 deceduto)
  - Sede vacante (1680-1684)
- Pier Giulio Dolfin † (19 giugno 1684 - 24 aprile 1685 deceduto)
- Paolo Naldini, O.E.S.A. † (18 marzo 1686 - 21 aprile 1713 deceduto)
- Antonio Maria Borromeo, C.R. † (30 agosto 1713 - 7 luglio 1733 dimesso)
- Agostino Bruti † (28 settembre 1733 - ottobre 1747 deceduto)
- Giovanni Battista Sandi † (18 dicembre 1747 - 24 maggio 1756 nominato vescovo di Belluno)
- Carlo Camuzi † (20 settembre 1756 - 1º giugno 1776 dimesso[16])
- Bonifacio Da Ponte, O.S.B.Cam. † (15 luglio 1776 - 6 gennaio 1810 deceduto)
  - Sede vacante (1810-1828)
  - Sede unita alla diocesi di Trieste (1828-1977)
- Janez Jenko † (17 ottobre 1977 - 15 aprile 1987 ritirato)
- Metod Pirih † (16 aprile 1987 succeduto - 26 maggio 2012 ritirato)
- Jurij Bizjak (26 maggio 2012 - 29 novembre 2024 ritirato)
- Peter Štumpf, S.D.B., dal 29 novembre 2024

## Statistiche
La diocesi nel 2023 su una popolazione di 273.335 persone contava 172.200 battezzati, corrispondenti al 63,0% del totale.
| anno | popolazione | popolazione | popolazione | presbiteri | presbiteri | presbiteri | presbiteri                | diaconi | religiosi | religiosi | parrocchie |
| anno | battezzati  | totale      | %           | numero     | secolari   | regolari   | battezzati per presbitero | diaconi | uomini    | donne     | parrocchie |
| ---- | ----------- | ----------- | ----------- | ---------- | ---------- | ---------- | ------------------------- | ------- | --------- | --------- | ---------- |
| 1980 | 200.000     | 242.000     | 82,6        | 195        | 173        | 22         | 1.025                     |         | 34        | 120       | 208        |
| 1990 | 207.017     | 258.332     | 80,1        | 190        | 167        | 23         | 1.089                     |         | 29        | 88        | 206        |
| 1999 | 206.898     | 263.499     | 78,5        | 182        | 156        | 26         | 1.136                     |         | 31        | 88        | 207        |
| 2000 | 204.788     | 261.118     | 78,4        | 174        | 149        | 25         | 1.176                     |         | 30        | 82        | 207        |
| 2001 | 201.551     | 258.158     | 78,1        | 172        | 151        | 21         | 1.171                     |         | 26        | 80        | 207        |
| 2002 | 202.900     | 258.380     | 78,5        | 172        | 145        | 27         | 1.179                     |         | 32        | 80        | 207        |
| 2003 | 200.203     | 254.244     | 78,7        | 169        | 144        | 25         | 1.184                     |         | 36        | 85        | 207        |
| 2004 | 204.602     | 257.280     | 79,5        | 170        | 145        | 25         | 1.203                     |         | 29        | 82        | 207        |
| 2006 | 204.602     | 257.280     | 79,5        | 153        | 127        | 26         | 1.337                     |         | 36        | 72        | 195        |
| 2013 | 181.230     | 266.403     | 68,0        | 156        | 126        | 30         | 1.161                     | 2       | 36        | 52        | 189        |
| 2016 | 185.450     | 258.958     | 71,6        | 149        | 123        | 26         | 1.244                     | 2       | 31        | 41        | 189        |
| 2017 | 177.000     | 251.300     | 70,4        | 144        | 118        | 26         | 1.229                     | 2       | 29        | 33        | 189        |
| 2019 | 176.193     | 250.150     | 70,4        | 148        | 122        | 26         | 1.190                     | 2       | 29        | 27        | 100        |
| 2021 | 174.900     | 251.300     | 69,6        | 150        | 124        | 26         | 1.166                     | 3       | 29        | 27        | 100        |
| 2023 | 172.200     | 273.335     | 63,0        | 138        | 117        | 21         | 1.247                     | 3       | 23        | 26        | 100        |